# Estakhr-e Bījār
Estakhr-e Bījār (persiska: استخر بیجار) är en ort i Iran.   Den ligger i provinsen Gilan, i den norra delen av landet, 220 km nordväst om huvudstaden Teheran. Antalet invånare är 839.
Terrängen runt Estakhr-e Bījār är mycket platt. Runt Estakhr-e Bījār är det ganska tätbefolkat, med 155 invånare per kvadratkilometer. Närmaste större samhälle är Āstāneh-ye Ashrafīyeh, 1,9 km sydväst om Estakhr-e Bījār. Trakten runt Estakhr-e Bījār består till största delen av jordbruksmark.